# 黑龙江中医药大学
黑龙江中医药大学，简称龙中医，始建于1954年，是中国七所中医药大学之一。校园坐落于黑龙江省哈尔滨市。经半个多世纪的建设与发展，学校已成为具有较高教学、科研、医疗水平，在国内外有一定影响的高等中医药院校，现为黑龙江省重点建设的高水平大学。学校于2004年获得全国首批教育部本科教学工作水平评估优秀结论，2007年全国首家通过教育部本科中医学专业认证单位，2008年被确定为国家中医临床研究基地建设单位，2009年晋升全国精神文明建设工作先进单位，2014年晋升为全国文明单位，2015年荣获全国50所毕业生就业典型经验高校称号，2016年获批成为全国中医药文化宣传教育基地，2018年获批成为黑龙江省“高水平大学和优势特色学科建设高校”。

## 院系设置
- 基础医学院
- 药学院
- 第一临床医学院（附属第一医院）（护理学院）
- 第二临床医学院（附属第二医院）（针灸推拿学院）（康复医学院）
- 第三临床医学院（附属第三医院）
- 第四临床医学院（附属第四医院）（黑龙江省康复医院）
- 佳木斯学院
- 继续教育学院
- 国际教育学院
- 研究生院
- 人文与管理学院
- 马克思主义学院
- 医学信息工程学院（现代教育技术与信息中心）
- 中医药研究院
- 中医药高等教育研究院（教师教学发展中心）

## 历任领导
| 姓名   | 时间      |
| ------ | --------- |
| 罗恕   | 1959-1965 |
| 李波心 | 1965-1969 |
| 骆石   | 1969-1978 |
| 刘钊   | 1978-1983 |
| 李敬明 | 1983-1985 |
| 李德恩 | 1985-1987 |
| 李长春 | 1987-1993 |
| 李明石 | 1993-1999 |
| 匡海学 | 1999-2003 |
| 田文媛 | 2003-2010 |
| 袁 纲  | 2010-2016 |
| 王福学 | 2016-2020 |
| 赵炜明 | 2020-     |

| 姓名   | 时间      |
| ------ | --------- |
| 罗恕   | 1959-1969 |
| 骆石   | 1969-1978 |
| 刘钊   | 1978-1981 |
| 吴堤   | 1981-1983 |
| 李德恩 | 1983-1985 |
| 栗德林 | 1985-1999 |
| 曹洪欣 | 1999-2003 |
| 匡海学 | 2003-2015 |
| 孙忠人 | 2015-2020 |
| 郭宏伟 | 2020-     |

## 学生与师资
现有在校生16417人，其中博士生402人，硕士生2348人，本科生12639人，专科生726人，留学生236人，预科生66人。
学校现有教职工4398人（校本部876人）。其中现有专任教师1058人，博士生导师111人，硕士生导师475人，享受国务院及省政府特殊津贴42人，国务院学位委员会学科评议组成员2人，教育部高等学校教学指导委员会委员7人，国家级有突出贡献中青年专家5人，百千万人才工程国家级人选6人，全国先进工作者2人，全国优秀科技工作者2人，国家级教学名师2人，全国模范教师1人，全国优秀教师5人，全国中医药高等学校教学名师2人，全国巾帼建功标兵1人，岐黄学者3人,龙江科技英才2人，龙江学者20人。学校启动实施“优秀创新人才支持计划”“优秀青年骨干教师支持计划”努力建设一支高素质人才队伍，全面提升学校核心竞争力。学校下设11个学院、13个附属医院（4个直属）、1个中医药研究院、1个中医药高等教育研究院、26个教学医院和70个实习基地。设有25个本科专业，涵盖医、理、文、工、管、法等6个学科门类。有博士学位授予权一级学科4个、二级学科31个；有硕士学位授予权一级学科5个、二级学科37个；有博士专业学位授权点1个，硕士专业学位授权点4个。並设有中医学、中药学、中西医结合、药学4个博士后科研流动站，是国家第一类特色专业（中药学、药物制剂和针灸推拿学）和首批第二类特色专业（中医学）建设点。
中药类人才培养模式创新实验区为教育部首批人才培养模式创新实验区，中医临床人才培养模式创新实验区为黑龙江省人才培养模式创新实验区。2019年，中医学、中药学、康复治疗学3个专业评为国家一流本科专业，中医学、中药学、康复治疗学、针灸推拿学、中西医临床医学、药学和医学实验技术7个专业评为省级一流本科专业建设点。在全国第四轮学科评估中，中药学学科排名并列第一、中医学学科排名并列第四，成为全国获评“A+”学科的三所中医药院校之一。学校有国家重点学科4个、国家中医药管理局重点学科21个、省级重点学科11个、省领军人才梯队18个；有国家级教学团队3个、省级教学团队5个；有国家精品课程8门、国家精品资源共享课程8门、省精品课程22门、省在线开放课程1门。学校两次获全国优秀高等教育研究机构称号，曾先后获国家教学成果一等奖2项、二等奖7项、省级教学成果奖57项。教学实验中心为全国中医药院校首批确定的“国家级实验教学示范中心”；中医药博物馆被确定为黑龙江中医药博物馆；中医药文献检索中心被确定为中国中医药文献检索中心黑龙江分中心，为国家中医药管理局首批科技项目查新定点单位。